# ماركوس أ. رودريغيز
ماركوس أ. رودريغيز (بالإنجليزية: Marcos A. Rodriguez)‏ هو رائد أعمال أمريكي، ولد في 22 يوليو 1958 في كوبا.

## وصلات خارجية
- ماركوس أ. رودريغيز على موقع IMDb (الإنجليزية)
- ماركوس أ. رودريغيز على موقع قاعدة بيانات الفيلم (الإنجليزية)